# Black Friday (альбом)
Black Friday — шостий студійний альбом британського співака та автора пісень Тома Оделла, випущений 26 січня 2024 року під лейблом UROK Management.

## Список пісень
| Список пісень альбому Black Friday | Список пісень альбому Black Friday   | Список пісень альбому Black Friday | Список пісень альбому Black Friday |
| #                                  | Назва                                | Автор                              | Тривалість                         |
| ---------------------------------- | ------------------------------------ | ---------------------------------- | ---------------------------------- |
| 1.                                 | «Answer Phone»                       | Том Оделл                          | 2:40                               |
| 2.                                 | «Black Friday»                       | Оделл Лорі Бланделл Макс Кліверд   | 3:40                               |
| 3.                                 | «Loving You Will Be the Death of Me» | Оделл Бланделл Джонні Коффер       | 2:11                               |
| 4.                                 | «The Orchestra Tunes Up»             | Оделл                              | 0:49                               |
| 5.                                 | «Spinning»                           | Оделл Бланделл                     | 2:11                               |
| 6.                                 | «The End of the Summer»              | Оделл Бланделл                     | 2:07                               |
| 7.                                 | «The Orchestra Takes Flight»         | Оделл Люсі Пейн Вінсент Отт        | 0:45                               |
| 8.                                 | «Somebody Else»                      | Оделл Бланделл Ерік Лева           | 3:23                               |
| 9.                                 | «Parties»                            | Оделл Бланделл Лева                | 2:15                               |
| 10.                                | «The Orchestra Is Feeling Tense»     | Оделл                              | 0:33                               |
| 11.                                | «Nothing Hurts Like Love»            | Оделл Бланделл Лева                | 3:51                               |
| 12.                                | «Getaway» (Voice note)               | Оделл Бланделл                     | 0:45                               |
| 13.                                | «The End»                            | Оделл Бланделл Лева                | 3:24                               |
| 28:34                              |                                      |                                    |                                    |

## Чарти
| Чарт (2024)                                  | Найвища позиція |
| -------------------------------------------- | --------------- |
| Австрія Austrian Albums (Ö3 Austria)         | 43              |
| Бельгія Belgian Albums (Ultratop Flanders)   | 8               |
| Бельгія Belgian Albums (Ultratop Wallonia)   | 46              |
| Нідерланди Dutch Albums (MegaCharts)         | 9               |
| French Physical Albums (SNEP)                | 110             |
| Німеччина German Albums (Offizielle Top 100) | 32              |
| Ірландія Irish Albums (IRMA)                 | 64              |
| Шотландія Scottish Albums (OCC)              | 4               |
| Швейцарія Swiss Albums (Schweizer Hitparade) | 20              |
| Велика Британія UK Albums (OCC)              | 5               |